# 平原公主 (北周)
平原公主（?—?），为南北朝北周文帝宇文泰的女儿。
平原公主嫁给了于谨的儿子于翼，于谨是八柱国之一。于翼美风仪，有识度。十一岁尚平原公主，拜员外散骑常侍，封安平县公，食邑一千户。有子于玺、于诠、于让。 于翼一直到隋朝，官至太尉。 

## 传記資料
- 《周书》于翼传